# Declan Fitzpatrick
Pour les articles homonymes, voir Fitzpatrick.
Pas d'image ? Cliquez ici

a Compétitions nationales et continentales officielles uniquement.

b Matchs officiels uniquement.
Dernière mise à jour le 14 janvier 2014.
Declan James Fitzpatrick, né le 12 juillet 1983 à Bromsgrove, est un joueur irlandais de rugby à XV évoluant au poste de pilier. Il compte 7 sélections en équipe d'Irlande et évolue toute sa carrière avec l'Ulster.

## Palmarès et statistiques

### en équipe nationale
- 7 sélections
- 1 participation au Tournoi des Six Nations en 2013.

### en club
- Finaliste de la Coupe d'Europe en 2012.
- 3 essais inscrits en carrière[1].